# Oxycilla mitographa
Oxycilla mitographa là một loài bướm đêm trong họ Erebidae.